# Taiwanomyia tafana
Taiwanomyia tafana là một loài ruồi trong họ Limoniidae. Chúng phân bố ở miền Australasia.